# الیکایی گلوسیاه
الیکایی گلوسیاه (نام علمی: Pheugopedius atrogularis) نام یک گونه از سرده الیکایی‌های زه‌پر است.